# Upravljanje fekalnim muljem
Upravljanje fekalnim muljem (UFM) prakse su skladištenja, prikupljanja, transporta, obrade i sigurne krajnje upotrebe ili odlaganje fekalnog mulja. Skupljanje, transport, obrada i krajnja upotreba fekalnog mulja zajedno čine "lanac vrijednosti" ili "lanac usluga" upravljanja fekalnim muljem. Fekalni se mulj definira vrlo široko kao ono što se akumulira u sanitarnim sustavima na licu mjesta (npr. zahodi s jamama, septičke jame i rješenja temeljena na kontejnerima), a posebno se ne prenosi kroz kanalizaciju. Sastoji se od ljudskih izlučevina, ali i bilo čega drugog što može ući u tehnologiju zadržavanja u mjesta kao što su voda za ispiranje, materijali za čišćenje (npr. toaletni papir i materijali za čišćenje anusa), proizvodi za menstrualnu higijenu, siva voda (voda za kupanje ili kuhinja, uključujući ulja i masti) i kruti otpad. Fekalni mulj koji se uklanja iz septičkih jama naziva se septaža.
Procjenjuje se da se jedna trećina svjetske populacije opslužuje kanalizacijom na licu mjesta, a da u zemljama s niskim prihodima manje od 10% urbanih područja ima kanalizaciju. U zemljama s niskim dohotkom, većina fekalnog mulja ispušta se neobrađena u urbani okoliš, što predstavlja veliki teret za javno zdravlje i zdravlje okoliša. Stoga UFM igra ključnu ulogu u sigurno upravljanoj sanitariji i zaštiti javnog zdravlja. UFM usluge pruža niz formalnih i neformalnih pružatelja usluga iz privatnog sektora, lokalne vlasti, vodne vlasti i javna komunalna poduzeća. To također može rezultirati nepouzdanim uslugama s relativno visokim troškovima na razini kućanstva.
Prikupljanje fekalnog mulja može se organizirati prema rasporedu ili prema pozivu za uslugu (također poznato kao usluge na zahtjev, na zahtjev ili izvan rasporeda). Sakupljeni fekalni mulj može se ručno ili mehanički isprazniti, a zatim transportirati do postrojenja za pročišćavanje vakumskim kamionom, spremnikom i pumpom postavljenom na kamion s ravnom platformom, malim spremnikom koji vuče motocikl ili u kontejnerima na ručnim kolicima. Šira uporaba višestrukih decentraliziranih postrojenja za obradu mulja unutar gradova (kako bi se izbjegle velike udaljenosti transporta) trenutno se istražuje i pilotira.
Fekalni mulj razlikuje se od otpadne vode i ne može se jednostavno pročišćavati u postrojenjima za pročišćavanje otpadnih voda. Mali dodaci fekalnog mulja mogući su ako su postrojenja nedovoljno iskorištena i sposobna preuzeti dodatno opterećenje, a dostupni su uređaji za odvajanje tekućina i krutina. Mogu se koristiti razne mehanizirane i nemehanizirane tehnologije obrade, uključujući taložne spremnike, zasađene i nezasađene slojeve za sušenje i bazene za stabilizaciju otpada. Proces obrade može proizvesti krajnje proizvode oporabe resursa kao što je pročišćena otpadna voda koja se može koristiti za navodnjavanje, dehidrat za kompostiranje kao sredstvo za poboljšanje tla, anaerobnu digestiju za proizvodnju bioplina, oblike goriva sa suhim izgaranjem kao što su peleti ili biougljen, drveni ugljen, biodizel, gnojivo za biljke ili kao međuproizvod kod proizvodnje proteina kao stočne hrane.

### Određenje pojmova
Upravljanje fekalnim muljem odnosi se na skladištenje, prikupljanje, transport, obradu i sigurnu krajnju upotrebu ili odlaganje fekalnog mulja. Zajedno, skupljanje, transport, obrada i krajnja upotreba ili ponovna uporaba izlučevina čine "lanac vrijednosti" upravljanja fekalnim muljem.

## Fekalni mulj
Fekalni mulj se definira vrlo široko kao ono što se nakuplja u sanitarnim tehnologijama na licu mjesta i ne prenosi se kroz kanalizaciju. Sastoji se od ljudskih izlučevina, ali i bilo čega drugog što može ući u tehnologiju zadržavanja na licu mjesta, kao što su voda za ispiranje, materijali za čišćenje i proizvodi za menstrualnu higijenu, siva voda (tj. voda za kupanje ili kuhanje, uključujući masti i ulja). Stoga je fekalni mulj vrlo varijabilan, s vrlo širokim rasponom količina (tj. proizvedenih i akumuliranih volumena) i kvaliteta (tj. karakteristika). Fekalni mulj skladišti se na licu mjesta te se povremeno skuplja i transportira do fekalnog mulja postrojenja za obradu, nakon čega slijedi sigurno odlaganje ili krajnja uporaba.[1] Kada se njime upravlja na siguran način, fekalni mulj koji se skuplja iz zahodskih jama također se može nazvati "mulj iz jama zahoda", dok se fekalni mulj sakupljen iz septičkih jama također može nazvati "mulj iz septičkih jama" ili "septaža".

## Septaža
Septaža ili "mulj iz septičke jame" jest fekalni mulj koji se nakuplja i skladišti u septičkoj jami. Septaža ima tendenciju da bude razrijeđenija, jer se septičke jame obično koriste sa WC-ima na ispiranje (crna voda), a mogu uključivati i sivu vodu. Septičke jame također imaju manje krutog otpada jer primaju samo stvari koje se mogu baciti u WC školjku (npr. toaletni papir). Kada radi kako je projektirano, sloj pokrivača mulja nakuplja se na dnu spremnika, sloj taloga koji sadrži masnoće, ulja i masnoće nakuplja se na vrhu, a efluent ili supernatant sadrži manje krutih tvari.
Pregrada se povremeno uklanja (s učestalošću ovisno o kapacitetu spremnika, učinkovitosti sustava i razini korištenja, ali obično rjeđe nego jednom godišnje) iz septičkih jama specijaliziranim vozilima poznatim kao vakumski kamioni. Oni pumpaju sadržaj iz spremnika i transportiraju ga do lokalnog postrojenja za obradu fekalnog mulja. Poljoprivrednici ga također mogu koristiti za gnojivo ili ga mogu pohraniti u velikim pregradnim skladištima otpada za kasniju obradu ili upotrebu na usjevima.
Izraz "septage" koristi se u Sjedinjenim Državama najmanje od 1992. godine. Također je korišten u projektima Agencije Sjedinjenih Američkih Država za međunarodni razvoj u Aziji. Druga definicija pojma jest "povijesni izraz za definiranje mulja uklonjenog iz septičkih jama".

## Funkcija i koristi
Opći cilj upravljanja fekalnim muljem zaštita je javnoga zdravlja i zdravlja okoliša. UFM čini ključnu komponentu inkluzivne sanitarne zaštite u cijelom gradu (CWIS), koja uzima u obzir sve vrste sanitarnih tehnologija kako bi se svima pružila pravedna, sigurna i održiva sanitarna zaštita.  CWIS koristi pristup pružanju usluga duž cijelog lanca usluga, a ne samo pružanje infrastrukture.
Adekvatno i sigurno upravljanje fekalnim muljem ima sljedeće prednosti:
- Smanjuje mogućnost ljudskog kontakta s fekalno prenosivim patogenima poboljšanjem funkcioniranja sanitarnih sustava na lokaciji.
- Minimizirnje mirisa i neugodnosti te minimiziranje nekontroliranog ispuštanja organske tvari iz prepunih spremnika ili jama.
- Smanjivanje neselektivnog odlaganja prikupljenog fekalnog mulja.

- Proizvodnja i prodaja gotovih proizvoda procesa obrade mulja. Ovi proizvodi mogu uključivati recikliranu vodu za poljoprivredu i industriju, sredstva za poboljšanje tla , materijala za kompostiranje ili kokompostiranje te energente kao što su bioplin, biodizel, peleti drvenog ugljena, industrijsko gorivo u prahu ili električna energija.
- Poticanje gospodarskog razvoja i otvaranje novih radnih mjesta i mogućnosti za život, dok se istovremeno bavi pitanjima društvene stigme te zdravlja i sigurnosti radnika . Ovo također može uključivati poslove za izvođače i instalatere opreme; za sanitarne radnike kao što je osoblje za sakupljanje mulja uključujući vozače i praznitelje; te za operatere sustava za obradu i ponovnu uporabu.

## Situacija u Republici Hrvatskoj
U Republici Hrvatskoj pokrivenost kanalizacijskom mrežom je na razini oko 47 % (sukladno EU regulativi trebala bi biti na razini od 60 %), što znači da se oko 53 % građana RH koristi septičkim jamama kao sustavom zbrinjavanja fekalnog mulja. Najbolje po pitanju pokrivenosti stoji grad Zagreb sa oko 86 %, iako to znači da priključak na kanalizacijsku mrežu nema oko 110 000 građana, dakako situacija je u većini drugih gradova znatno lošija.
Pitanje će se u vrlo skoroj budućnosti morati razriješiti te će brojni povijesni primjeri uporabe ponovo dobiti na važnosti, tu se prije svega misli na preradu u kompost ili gnojivo kao tehnološki najmanje zahtijevni oblik oporabe. Složeniji postupci poput proizvodnje goriva i briketa za loženje također predstavljaju nezaobilaznu mada i financijski zahtjevniju vrijantu. Vjerojatno jedina korištena varijanta dosad bila je proizvodnja bioplina, dok je primjena za gnojivo bila razmjerno rijetka, razvijena i preporučana tehnologija sigurnog kompostiranja datira još iz vremena Austro-Ugarske Monarhije.

## Vanjske poveznice
- Faecal Sludge Management (FSM) book – Systems Approach for Implementation and Operation by EAWAG (2014)